# Prêmio Ramon Magsaysay
O Prêmio Ramon Magsaysay é uma premiação anual em homenagem ao ex-presidente filipino Ramon Magsaysay, a fim de condecorar personalidades de integridade no governo ou que fizeram um serviço "corajoso" dentro de uma sociedade democrática. O prêmio foi criado em abril de 1957 pelos curadores da Rockefeller Brothers Fund, com sede em Nova Iorque, e intuito de premiar figuras asiáticas de diferentes países.
Nomeado após a gestão Magsaysay, sétimo presidente das Filipinas, o prêmio Ramon Magsaysay nomeia indivíduos asiáticos que alcançaram excelência em seu respectivo campo de trabalho. De 1958 a 2009, havia a divisão em seis categorias: Serviço de Governo; Serviço Público; Liderança Comunitária; Jornalismo, Literatura e Artes de Comunicação Criativa; Paz e Compreensão Internacional e Liderança Emergente. A partir de 2009, essas categorias foram extintas e cada ano passou a ser avaliado de forma particular e com base no contexto asiático.
Em maio de 1957, sete filipinos proeminentes foram nomeados para o conselho da Fundação Prêmio Ramon Magsaysay, uma corporação sem fins lucrativos encarregada de implementar o programa de prêmios. Esse conselho, até hoje, reconhece e homenageia pessoas e organização da Ásia, independente de fatores étnicos, religiosos, culturais ou de gênero, visando a igualdade social e o reconhecimento público. Os vencedores do prêmio Magsaysay Ramon vieram de diferentes partes da Ásia, embora existam alguns casos particulares em que os vencedores vieram de países fora da Ásia mas ainda serviram, trabalharam ou realizaram algo notório em diferentes países asiáticos. A partir de 2016, os beneficiários vêm de vinte e dois países asiáticos.
Na última edição, os ganhadores foram: Vientiane Rescue (Laos), Conchita Carpio-Morales (Filipinas), Dompet Dhuafa (Indonésia), Seinen Kaigai Kyōryokutai (Japão), T. M. Krishna (Índia) e Bezwada Wilson (Índia). No mundo lusófono, o ativista Aniceto Guterres Lopes foi condecorado como líder emergente em 2003 por sua "posição corajosa em favor da justiça".